# Корниј де Жос (Бакау)
Корниј де Жос (рум. Cornii de Jos) насеље је у Румунији у округу Бакау у општини Татарашти. Oпштина се налази на надморској висини од 229 m.

## Становништво
Према подацима из 2002. године у насељу је живело 134 становника, од којих су сви румунске националности.